# Петрісса Солья
Петрісса Солья (нім. Petrissa Solja, нар. 11 березня 1994) —  німецька настільна тенісистка, срібна призерка Олімпійських ігор 2016 року.

## Виступи на Олімпіадах
| Олімпіада           | Дисципліна       | Місце |
| ------------------- | ---------------- | ----- |
| Ріо-де-Жанейро 2016 | одиночний розряд | 17    |
| Ріо-де-Жанейро 2016 | командний розряд | 2     |

## Зовнішні посилання
- Петрісса Солья — олімпійська статистика на сайті Sports-Reference.com (англ.) (архівна версія)

1. ↑  Catalog of the German National Library